# George Sand
George Sand, pseudoniem van Amantine Aurore Lucile Dupin (Parijs, 1 juli 1804 – kasteel Nohant, 8 juni 1876), door haar huwelijk tevens barones Dudevant, was een Frans schrijfster en feministe avant la lettre. Zij schreef onder meer romans, novelles, sprookjes, toneelstukken, een autobiografie, literaire kritieken en politieke teksten. Zij speelde ook een politieke rol door zijdelings deel te nemen aan de voorlopige regering van 1848.

## Leven

### Jeugd
Sand werd geboren in Parijs als dochter van de adellijke Maurice Dupin, luitenant in het Franse leger en de volkse Sophie Victoire Antoinette Delaborde. Sand verloor op vierjarige leeftijd haar vader, die inmiddels was opgeklommen tot kolonel onder Napoleon, na een fatale val van zijn paard. Door dit voorval had zij een eenzame kindertijd, die zij voor het overgrote deel doorbracht op het landgoed van haar grootmoeder van vaderskant, Mme Dupin de Francueil (een dochter van Maurits van Saksen), te Nohant (Indre) in Berry. Omdat ze zelf niet over de benodigde financiële middelen beschikte, vertrouwde Sands moeder haar dochter met tegenzin toe aan haar schoonmoeder. Deze adellijke dame had het haar schoondochter nooit vergeven dat deze haar zoon tot een huwelijk beneden zijn stand had verleid. Op het landgoed van haar grootmoeder ontwikkelde Sand een passie voor het landelijke leven, dat als thema vaak in haar romans zou opduiken (vb. in La Mare au Diable).
Op dertienjarige leeftijd werd zij naar het klooster van de Engelse augustijnen te Parijs gestuurd, waar zij tot zestienjarige leeftijd zou verblijven.

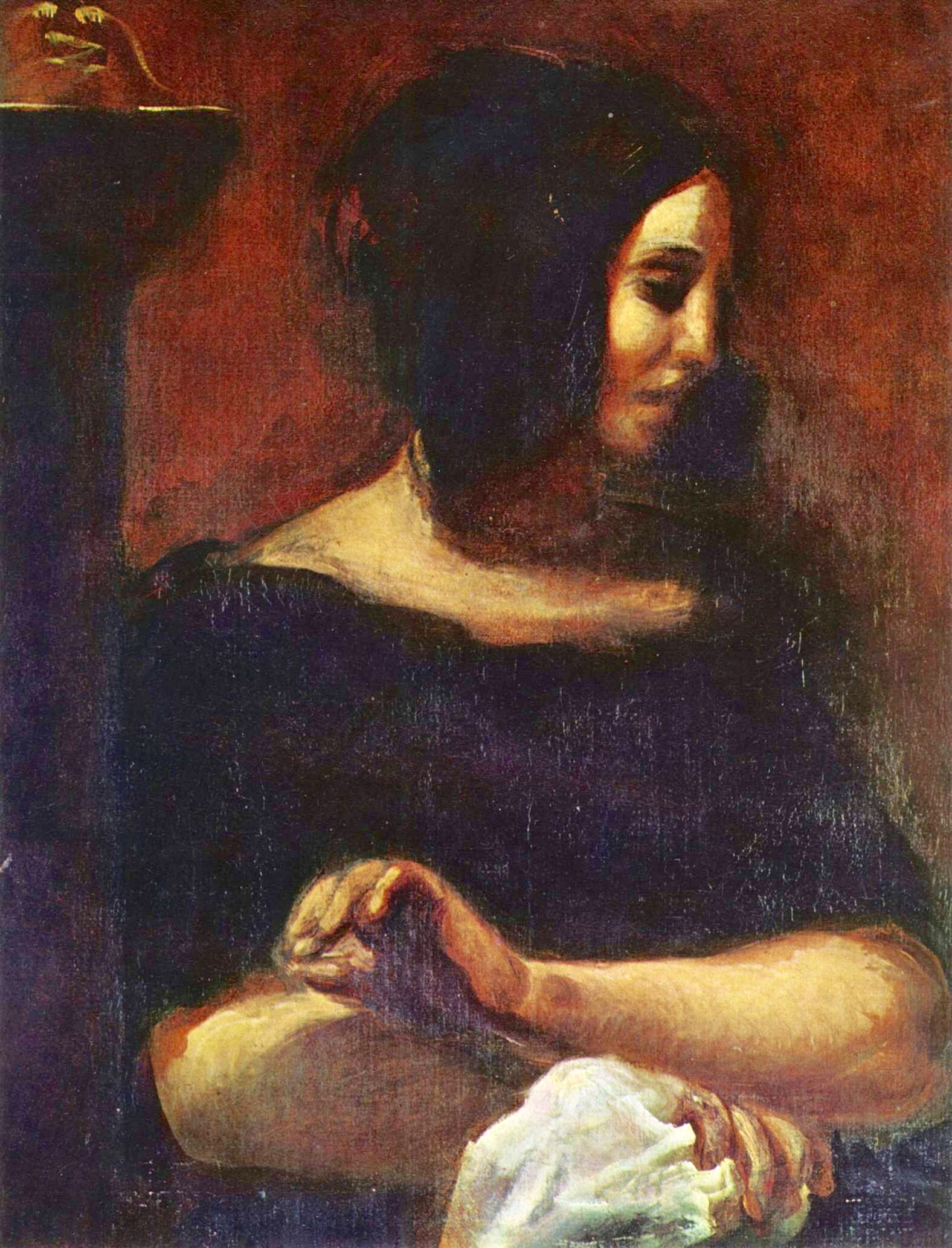
George Sand door Eugène Delacroix

### Huwelijk
Op 11 december 1822, op achttienjarige leeftijd, werd George Sand uitgehuwelijkt aan baron Casimir Dudevant, een jongeman die zich al vroeg uit het leger had teruggetrokken en zijn tijd doorbracht als herenboer. Sand was dit huwelijk niet echt uit liefde aangegaan, maar meer om te ontsnappen aan de druk van haar familie. De eerste huwelijksjaren verliepen vrij rustig en het koppel trok zich terug te Nohant. Tijdens deze periode werd haar zoon Maurice (30 juni 1823) geboren.
Toch kon men in deze kalme periode al de eerste tekenen van onrust opmerken. Het verschijnen van Jean-Pierre Aurélien de Sèze, advocaat-generaal te Bordeaux, zorgde voor instabiliteit in het huwelijk van George Sand. Zij ontmoette hem voor het eerst in 1825. Vijf jaar lang onderhielden zij een levendige briefwisseling. Tijdens deze periode ontmoetten ze elkaar echter vrij zelden. De relatie was platonisch, maar wist toch de jaloezie van Sands man op te wekken. De eerste scheuren in hun huwelijk manifesteerden zich. Sand realiseerde zich dat haar man meer interesse had voor zijn vee en de jacht dan voor haar. Op zijn beurt vond baron Dudevant het moeilijk getrouwd te zijn met een vrouw die intellectueel duidelijk zijn meerdere was.
Al die tijd had George Sand ook een innige band met Stéphane Ajasson de Gransagne, die zij al sinds haar jeugd kende. Hun relatie was steeds een onderwerp van roddel geweest, maar rond 1827 werden de roddels rond een buitenechtelijke relatie zo sterk dat men zelfs het vaderschap van haar dochter Solange (geboren op 13 september 1828) aan Gransange toeschreef.
Uiteindelijk was de afstand tussen de echtgenoten te groot geworden en besloten George Sand en haar man uit elkaar te gaan. Sand had opnieuw contact gezocht met haar jeugdvrienden en vormde met hen een vrolijke groep waarbij baron Dudevant zich buitengesloten voelde. De baron van zijn kant bracht zijn tijd door met drinkgelagen en had meerdere avontuurtjes met dienstmeisjes. Het echtpaar ging in 1831 uit elkaar. De wettelijke echtscheiding volgde echter pas in 1836. Sand verwierf toen ook het hoederecht over haar twee kinderen.

### Literaire carrière
Vanaf ongeveer 1830 tot aan haar dood schreef George Sand elke dag. Toen zij in 1831 brak met haar man, trok zij samen met haar twee kinderen naar Parijs om zich aan de literatuur te wijden. Zij vertoefde er in de literaire kringen en nam contact op met Jules Sandeau, die zij in de zomer van 1830 had leren kennen. Sand werd door uitgever Henri de Latouche aangenomen als journaliste bij Le Figaro, de krant waar ook Sandeau werkte. Na enkele maanden betrokken Sand en Sandeau samen een appartement aan de quai Saint-Michel.
Zij begonnen met het gezamenlijk schrijven van artikelen, wat uitgroeide tot een volwaardig literair partnerschap. In 1831 verscheen hun eerste roman, Rose et Blanche, onder de naam Jules Sand. Het jaar daarop verscheen de eerste roman die Sand alleen had geschreven, Indiana. Vanaf dan af schreef zij ook onder de naam George (oorspronkelijk Georges) Sand. Indiana werd gunstig door het publiek onthaald en ook de gezaghebbende literatuurcriticus Sainte-Beuve schreef positief over de roman en de nieuwe auteur.
De nieuwe roman leidde echter tot spanningen tussen het duo. Jules Sandeau wilde niet dat een deel van zijn naam met het werk zou verbonden zijn. Sand en Sandeau gingen weer apart wonen en braken uiteindelijk met elkaar (1833).
De romans die zij vervolgens schreef, voortaan onder het pseudoniem George Sand, vertoonden dezelfde romantische inslag: Valentine (1832) en Lélia (1833). In deze jaren werd zij een graag gezien persoon in de Parijse literaire kringen. Sainte-Beuve was gedurende een korte periode de vertrouwenspersoon van haar gevoelsleven én haar literair raadgever. Zij had een kortstondige romance met Prosper Mérimée.
De 'losbandige' levenswandel van Sand en haar vele kortstondige romances zorgden voor heel wat schandaal. Bovendien kleedde ze zich als een man – zij droeg een broek en rookte pijp – wat haar eveneens tot onderwerp van gesprek maakte.

### Alfred de Musset

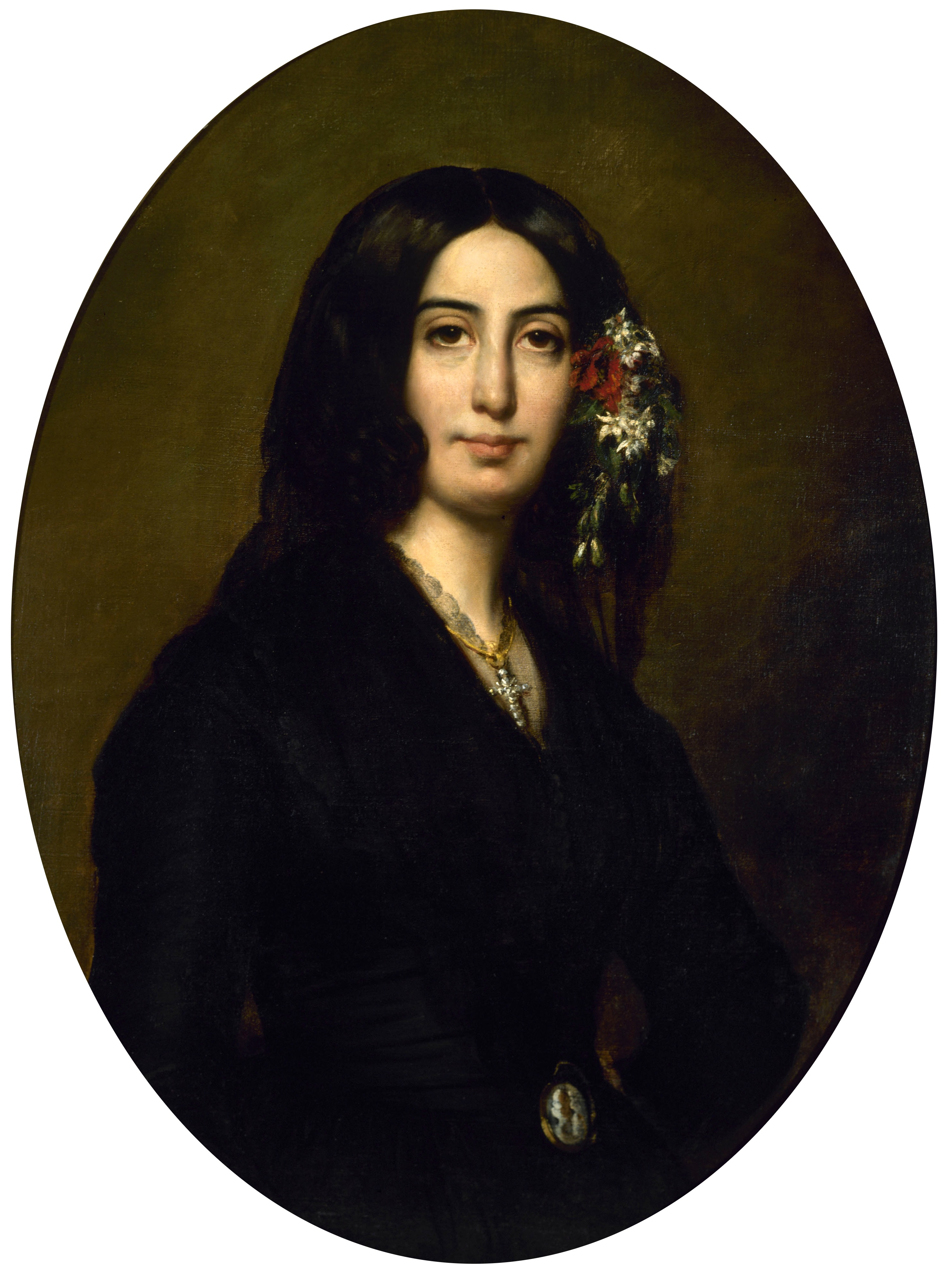
George Sand rond 1835, geschilderd door Auguste Charpentier

Sand ontmoette Alfred de Musset tijdens een diner in 1833. Een tijd daarna begonnen de twee een amoureuze relatie. In 1833-34 maakten zij een reis naar Venetië. Het paar kon het in eerste instantie uitstekend met elkaar vinden, maar geleidelijk aan irriteerden ze elkaar. Sand schreef gedurende grote delen van de dag, soms zelfs acht uur aan één stuk, en Musset zocht verstrooiing in cafés, bars en bij prostituees. Toen Musset echter ziek werd, verpleegde Sand hem met de grootste zorg. Tegelijkertijd had zij een romance met de dokter die hem verpleegde, Pietro Pagello. Toen Musset genezen was, keerde hij terug naar Parijs. Sand bleef in Venetië en kwam uiteindelijk ook naar Parijs terug, samen met Pagello. De romance was echter een kort leven beschoren en Sand dong al vlug weer naar de aandacht van Musset, onder andere door haar haar af te snijden en het hem toe te sturen. Musset gaf echter niet toe en vergaf haar haar ontrouw niet. Ze hadden voortaan wat men nu een knipperlichtrelatie zou noemen, maar in maart 1835 kwam het tot een definitief einde. De relatie vormde de inspiratie tot het schrijven van twee werken van literair belang: La Confession d'un enfant du siècle van Musset en Elle et lui van Sand. Tijdens haar verblijf in Italië schreef Sand ook nog de volgende werken: Leone Leoni, André, Le Secrétaire intime, Jacques, en Les Lettres d'un voyageur, die zij stuurde naar de Revue des Deux Mondes.
Na Musset volgde een meer duurzame relatie met Michel de Bourges, een advocaat die Sand ontmoette in april 1835, toen zij officieel van haar man, baron Dudevant, wilde scheiden. De Bourges was een autoritair man, die haar fascineerde en haar politiek bewust maakte. Zij deelde zijn republikeinse passie en nam zelfs het risico om haar appartement tot een republikeinse verzamelplaats te maken. Toch nam ze uiteindelijk afstand van deze oudere man, die overigens virieler was dan haar vorige minnaars. Hij had haar ontgoocheld toen hij een vurig pleidooi hield voor een radicale en bloedige revolutie.

### Chopin
Na haar mislukte relatie woonde Sand weer alleen in Parijs. Samen met haar vriendin Mme d'Agoult, startte zij een salon in het Hôtel de France, waar zij beroemdheden uit de artistieke en literaire wereld ontvingen. Daar ontmoette Sand onder andere de rationalistische schrijver Lamennais en de filosoof Pierre Leroux die haar respectievelijk in contact brachten met religieus mysticisme en het socialisme. Leroux' socialisme, dat meer utopisch dan politiek was, had een grote invloed op Sand, zoals blijkt uit haar roman Spiridion (1839). Het leidde Sand bovendien ook naar theosofie en spiritisme.
Voor Lamennais schreef zij enkele artikelen in Le Monde, maar uiteindelijk brak zij met hem omdat zij op bepaalde vlakken (bijvoorbeeld vrouwenrechten) niet op dezelfde golflengte zaten. Sands nieuwe interesses deden nog andere sociale romans verschijnen: Horace (1841), Consuelo (1842), Le meunier d'Angibault (1845). Door haar sociaal engagement stond zij ook positief tegenover de Revolutie van 1848 en wierp ze zich in de politieke actie aan de zijde van de republikeinse politicus Alexandre Auguste Ledru-Rollin. Toch ontgoochelde de revolutie haar tijdens het Junioproer en trok zij zich terug uit de politiek.
In de salons ontmoette Sand, die ook een grote liefde voor de muziek had, in 1836 haar volgende grote liefde: de Poolse componist-pianist Frédéric Chopin. Maar tot een echte verhouding kwam het pas drie jaar later. Hun relatie was vrij discreet, aangezien Chopin de reactie van zijn familie vreesde. Ze zou negen jaar duren, tot 1847, en zou nu als een latrelatie te boek staan. De winter van 1838-39 bracht Sand met hem door in een verlaten Kartuizerklooster van Valldemossa op Majorca, waar Chopin tevergeefs genezing hoopte te vinden van zijn beginnende tuberculose. Een verslag van dit verblijf kan men vinden in Sands werk Un Hiver à Majorque (1842). Bekend is de anekdote over Sands discussie met Chopin op Majorca over de betekenis van muziek.
De zomer van 1839 brachten ze door te Nohant. Chopin bezat een gecompliceerd, egocentrisch karakter en had moeite met de socialistische vriendschapsbanden van Sand. Bovendien stelde Maurice, Sands zoon, zijn moeders relatie met Chopin niet op prijs. Op zijn beurt was de componist juist erg ingenomen met Sands vrijgevochten dochter Solange. Daarom was hij ontstemd toen hij vernam dat Sand had ingestemd met het huwelijk (in 1847) van haar dochter met de beeldhouwer Jean-Baptiste Clésinger, een vrij brutale, aan alcohol verslaafde man. Kort daarop werd Chopin ziek. Hij was niet in Nohant toen er een geweldige ruzie ontstond tussen Clésinger aan de ene kant en George Sand en Maurice aan de andere kant. George Sand brak volledig met haar dochter en eiste van Chopin dat hij dat ook zou doen. Dat deed hij echter niet en op 24 juli 1847 pleitte hij in een brief aan George Sand voor een verzoening tussen haar en haar dochter. In reactie hierop verbrak Sand in een brief van 28 juli de relatie die negen jaar had geduurd.
Chopin was niet de enige componist die door Sand werd bewonderd. Zij had ook een grote bewondering voor Franz Liszt, die zij via Musset had leren kennen.

### De dame van Nohant

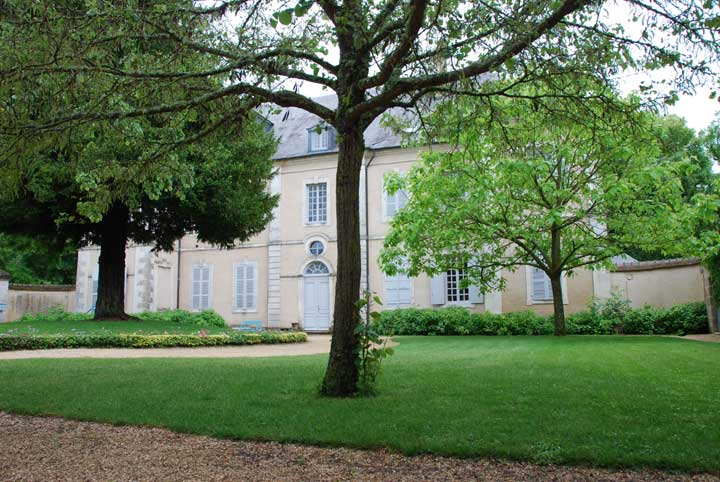
Nohant

Onder het Tweede Keizerrijk (1852-1870) bracht Sand de meeste tijd door op haar landgoed te Nohant, thans als Maison de George Sand een museum. Ze toonde zich een goede kasteelvrouw. Sand was ook beschermvrouwe van veel leden van de nieuwe Franse schrijversgeneratie: Sainte-Beuve, Eugène Fromentin, Gustave Flaubert. Met de laatste voerde ze een levendige briefwisseling. Het landleven inspireerde haar tot het schrijven van landelijke, sentimentele romans: La mare au diable (1846), François le Champi (1847-48) (waarvan een theaterbewerking in 1849 in première gaat), La Petite Fadette (1848-49), Les Maîtres sonneurs (1853). Zij schreef in deze periode ook haar autobiografie: Histoire de ma vie (1854-55), die later werden aangevuld met Impressions et Souvenirs. In 1859 verscheen Elle et lui, waarin Sand over haar breuk met Musset verhaalt. Tussendoor schreef Sand, naast haar romans, ook meerdere toneelstukken: Cosima (1840 – een flop), Claudie (1851 – eerste succes), Le Mariage de Victorine (1851), Les Vacances de Pandolphe (1852 – een flop), Mauprat (1853), Maître Favilla (1855), Françoise (1856), Comme il vous plaira (1856), Les Don Juan de village (1866), Le Lis du Japon (1866) en L'Autre (1870).
Sands laatste minnaar, die in 1849 haar leven binnenkwam, was Alexandre Manceau. Manceau, die door Sands zoon Maurice aan haar werd voorgesteld, werd Sands privésecretaris en later ook haar geliefde. Maurice kon echter maar moeilijk Manceaus rol in het leven van zijn moeder verteren. Sand zou echter Manceau trouw blijven en hem tijdens zijn ziekte verzorgen tot diens dood op 21 augustus 1865.
Sand onderhield ook nauwe vriendschapsbanden met de actrice Marie Duval, wat leidde tot nooit bewezen geruchten over een lesbische relatie.
De oorlog van 1870 ontmoedigde Sand en bij de Parijse Commune-opstand van maart-mei 1871 zette zij zich af tegen het radicalisme van de opstandelingen. Sand stierf uiteindelijk in 1876, 71 jaar oud, op haar landgoed.

## Succesvol schrijfster
George Sand maakte deel uit van de eerste generatie schrijvers die daadwerkelijk van hun pen konden leven in de negentiende eeuw. Deze generatie omvatte schrijvers als Honoré de Balzac, Victor Hugo, Alexandre Dumas père en Eugène Sue. Sand was de enige vrouw in dit selecte gezelschap.
Sand maakte haar debuut als journaliste bij de krant Le Figaro. Zij werkte ook voor bladen als La Revue de Paris en La Revue des Deux Mondes. Ook haar ontmoetingen met Michel de Bourges en Lamennais zetten haar aan tot het schrijven van artikelen.

## Betekenis in de literatuur
Sands uitgebreide oeuvre kan worden opgedeeld in verschillende romangenres.

### Socialistisch geïnspireerde romans
In de jaren 40 van de negentiende eeuw verschenen Sands socialistische romans, waarin zij haar politieke en sociale denkbeelden naar voor brengt. Sand kwam toen onder de invloed van nieuwe socialistische denkers zoals Pierre Leroux. Hieronder kan men de volgende romans schikken: Spiridion (1839), Le Compagnon du Tour de France (1840), Horace (1841), Jeanne (1844), Le Meunier d'Angibault (1845) en Le Péché de Monsieur Antoine (1847). Sand maakte ook deel uit van dat deel van de Franse schrijvende elite dat voelde dat ze ook daadwerkelijk het volk moest leiden, ook op politiek vlak. Dit verklaart haar actieve rol in de revolutie van 1848. Haar kijk op het socialisme was overigens meer utopisch dan praktisch gericht en bracht haar tot de theosofie en het spiritisme.

### Plattelandsromans
In haar plattelandsromans (romans champêtres) beschrijft George Sand het platteland van Berry uit haar kindertijd. In romans zoals La Mare au diable, François le Champi en La Petite Fadette plaatst zij het oprechte en bescheiden plattelandsleven tegenover de gecorrumpeerde levenswijze van Parijs. Mensen van het platteland hebben waarden zoals eerlijkheid kunnen behouden. Tegelijkertijd verzette Sand zich ook tegen het opkomende realisme door in haar romans natuurlijke gevoelens zoals tederheid en simpelheid ten tonele te voeren.
Sands plattelandsromans moeten ook worden gekaderd in een ontwikkeling die zich aan het begin van de negentiende eeuw manifesteerde waarbij de maatschappij zich bewust werd van het verdwijnen van bepaalde plattelandsgebruiken. Voor het eerst zag men de invloed van de Industriële revolutie op het Franse platteland en vreesde men dat het authentieke karakter ervan zou verdwijnen.

### Autobiografische werken
Sands belangrijkste autobiografische werk is waarschijnlijk Histoire de ma vie, waarmee zij begon in 1847 en dat in feuilletonvorm verscheen in La Presse in 1854-1855. Sand vertelt hierin haar leven, maar laat weinig los over haar gevoelsleven. Andere belangrijke werken zijn Lettres d'un voyageur en Un hiver à Majorque, waarin zij over haar verblijf met Chopin op het Spaanse eiland vertelt.

### Andere werken
Sand schreef eveneens sprookjes (onder andere voor haar kleindochters) en novelles. Zij heeft ook verscheidene theaterstukken op haar naam staan, maar die waren niet zo succesvol als haar romans. Haar toneelstukken waren ontstaan vanuit de idee dat theater ook een opvoedende taak bezat. Haar stukken waren geen grote publiekstrekkers, wat nefast was in een tijd waarin theaterdirecteuren graag winst maakten.

## Invloed
Haar werk beïnvloedde andere schrijvers, waaronder Gustave Flaubert en Marcel Proust.

## Werk
- Aurore Dudevant, Voyage chez M. Blaise (reisverhaal) (1829)
- Aurore Dudevant, Voyage en Auvergne (reisverhaal) (1829)
- Aurore Dudevant, Voyage en Espagne (reisverhaal) (1829)
- Aurore Dudevant, La Marraine (roman) (1895 en 1829)
- Aurore Dudevant, Histoire d'un rêveur (novelle) (1830)
- Aurore Dudevant, Aimée (roman) (1830)
- Aurore Dudevant en Jules Sandeau, La Prima Donna (novelle) (1831) (onder pseudoniem J.Sand)
- Aurore Dudevant, Molinara (novelle) (1831)
- Aurore Dudevant en Jules Sandeau, Vision (novelle)
- Aurore Dudevant, Jehan Cauvin (novelle) (1831)
- Aurore Dudevant en Jules Sandeau, La Fille d'Albano (novelle) (1831)
- Aurore Dudevant en Jules Sandeau, Le Commissionnaire (roman) (1831) (onder pseudoniem Alphonse Signol)
- Aurore Dudevant et Jules Sandeau, Rose et Blanche : ou la comédienne et la religieuse (roman) (1831) (onder pseudoniem J.Sand)
- Indiana (1832)
- Valentine (1832)
- Lélia (1833)
- Lavinia (1833)
- Metella (1833)
- Jacques (feuilleton) (1834)
- André (1835)
- Simon (1836)
- Lettres d'un voyageur (1836)
- Mauprat (1837)
- Maîtres mosaïstes (1837)
- Mattea (1837)
- Spiridion (1839)
- Gabriel (1839)
- Pauline (1839)
- Les sept ordres de la lyre (1839)
- Le compagnon du tour de France (1840)
- Horace (1841)
- Consuelo (1842)
- La Comtesse de Rudolstadt (1843)
- Le Meunier d'Angibault (1845)
- Le Péché de monsieur Antoine (1845)
- La Mare au diable (1846)
- François le Champi (1847-48)
- La Petite Fadette (1849)
- Château des Désertes (1851)
- Histoire du Véritable Gribouille (1851)
- Les Maîtres sonneurs (1853)
- Histoire de ma vie (1854-55)
- La Daniella (1857)
- L'homme de neige (1858)
- Légendes rustiques (1858)
- Les Beaux Messieurs de Bois-Doré (1858)
- Elle et lui (1859)
- La ville noire (1860)
- Jean de La Roche (1860)
- Le marquis de Villemer (1860)
- Mademoiselle de la Quintinie (1863)
- Mademoiselle Merquem (1868)
- Journal d'un voyageur pendant la guerre (1871)
- Nanon (1872)
- Contes d'une grand-mère (1872)
- Ma Sœur Jeanne (1874)
- Flamarande (1875)
- La Tour de Percemont (1876)
- Correspondance entre George Sand et Gustave Flaubert (1904) - brievencorrespondentie met Gustave Flaubert